# Magda Linetteová
Magda Linetteová (nepřechýleně Linette, * 12. února 1992 Poznaň) je polská profesionální tenistka. Ve své dosavadní kariéře na okruhu WTA Tour vyhrála tři turnaje ve dvouhře a dva ve čtyřhře. V sérii WTA 125 vybojovala jednu singlovou trofej. V rámci okruhu ITF získala jedenáct titulů ve dvouhře a osm ve čtyřhře.
Na žebříčku WTA byla ve dvouhře nejvýše klasifikována v březnu 2023 na 19. místě a ve čtyřhře v dubnu 2022 na 26. místě. Trénuje ji Mark Gellard. Dříve tuto roli plnil Izo Zunić.
V polském týmu Billie Jean King Cupu debutovala v roce 2011 ejlatským základním blokem I. skupiny evropsko-africké zóny proti Bulharsku, v němž podlehla Kostovové. Polky prohrály 1:2 na zápasy. Do listopadu 2024 v soutěži nastoupila k dvaceti čtyřem mezistátním utkáním s bilancí 12–12 ve dvouhře a 4–3 ve čtyřhře.
Polsko reprezentovala na odložených Letních olympijských hrách 2020 v Tokiu. V úvodním kole ženské dvouhry uhrála jen tři gamy na třetí nasazenou Bělorusku Arynu Sabalenkovou. Do ženské čtyřhry nastoupila s Alicjí Rosolskou. Soutěž opustily v prvním kole, po porážce od amerických turnajových čtyřek Mattekové-Sandsové a Pegulaové.
V srpnu 2021 absolvovala hlavní bakalářský obor obchodní administrativa a vedlejší obor sportovní marketing a management na Indiana University East (B.S.).

## Tenisová kariéra
V roce 2006 se stala vicemistryní Evropy v kategorii 14letých.
První ženský turnaj na okruhu ITF odehrála v roce 2007 v Polsku. Premiérovou událostí na okruhu WTA Tour se stala kvalifikace květnového Polsat Warsaw Open 2010, kde v úvodním kole deklasovala krajanku Paulu Kaniovou. Ve druhé fázi ji vyřadila nejvýše nasazená Ruska Anna Čakvetadzeová. Debutový start v hlavní soutěži přišel o tři roky později na dubnovém Internationaux de Strasbourg 2013 ve Štrasburku, na němž zvládla kvalifikační soutěž. V prvním kole vyřadila Olgu Pučkovovou, aby následně podlehla nasazené trojce a pozdější vítězce Alizé Cornetové. První semifinále na okruhu WTA Tour zaznamenala na Baku Cup 2013, kde opět hrála z pozice kvalifikantky. Mezi poslední čtveřicí tenistek ji hladce přehrála Šachar Pe'erová.

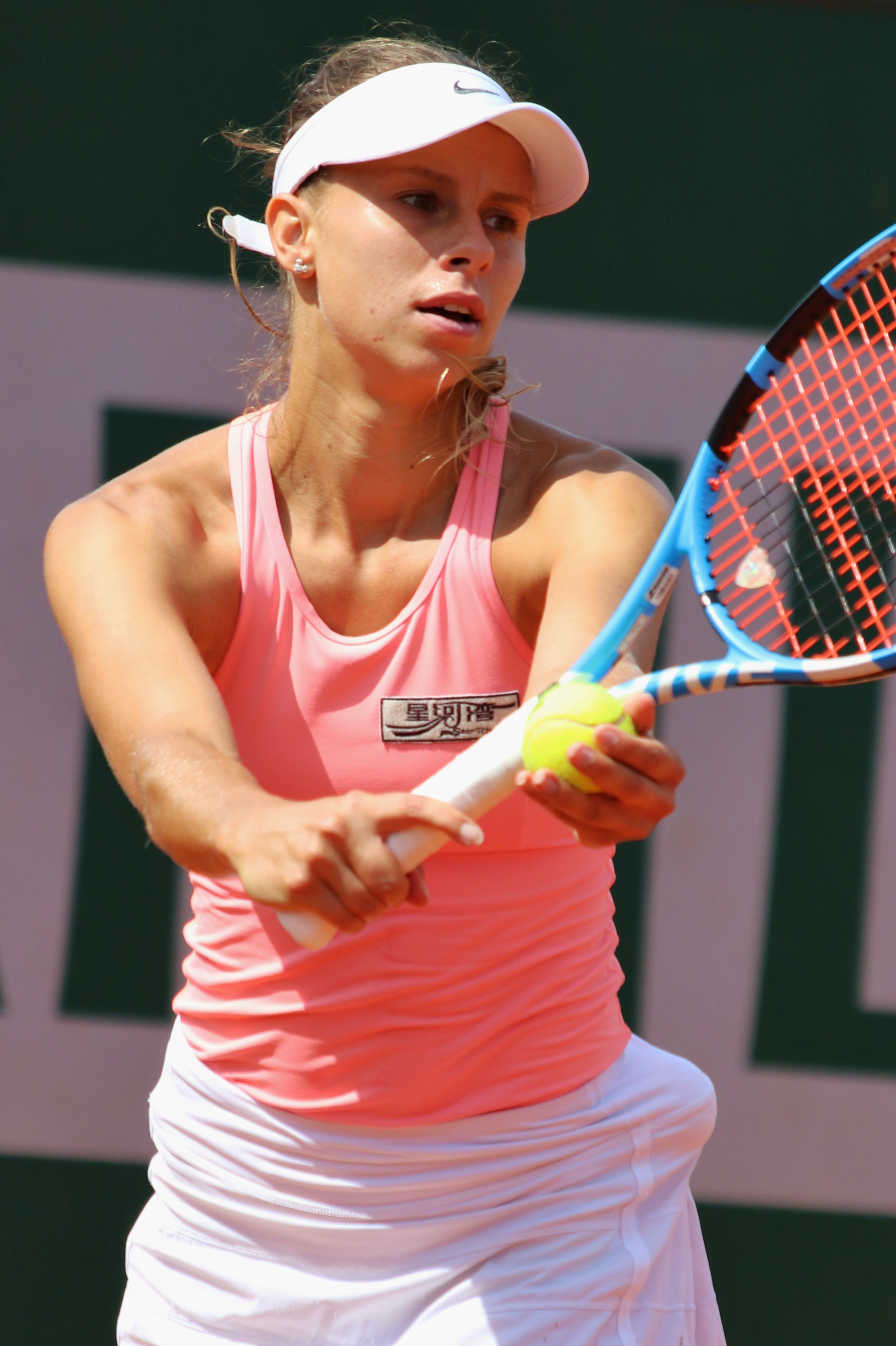
Podání na French Open 2018

Premiérový titul v sérii WTA 125 vybojovala na říjnovém Ningbo International Women's Tennis Open 2014 v čínském Ning-pu, kde na úvod oplatila porážku turnajové sedmičce Pe'erové a poté zdolala Číňanku Sü I-fan. Ve čtvrtfinále otočila nepříznivý průběh s druhou nasazenou Čeng Saj-saj, když prohrávala již 1–6 a 0–4, aby v semifinále přehrála Kaniovou. V boji o titul zvítězila nad šestou nasazenou Číňankou Wang Čchiang. Na okruhu WTA Tour si zahrála finále čtyřhry na zářijovém Guangzhou International Women's Open 2014 v Kantonu, z něhož s Alizé Cornetovou odešly poražena od páru Čuang Ťia-žung a Liang Čchen, když o šampionkách rozhodl až supertiebreak. 
Na grandslamu debutovala kvalifikací French Open 2011, v níž vypadla ve druhé fázi s Mandy Minellaovou. Hlavní soutěž si poprvé zahrála na French Open 2015, kde v otevíracím zápase skončila na raketě dvacáté osmé nasazené Italky Flavie Pennettaové. V kategorii WTA Premier se probojovala do čtvrtfinále tokijského Toray Pan Pacific Open 2016, na němž ji vyřadila pozdější vítězka Caroline Wozniacká. Na grandslamové semifinále ve čtyřhře French Open 2021, kde hrála s Bernardou Peraovou, navázala i ve dvouhře, když prošla mezi poslední čtveřici hráček Australian Open 2023. Již postupem do čtvrtého melbournského kola ukončila sérii šesti porážek ve třetích kolech majorů, znamenající mezi aktivními hráčkami sdílený rekord s Lauren Davisovou. Po čtvrtfinálové výhře nad Karolínou Plíškovou ji v semifinále vyřadila pozdější šampionka Aryna Sabalenková.
Třetí titul z dvouhry okruhu WTA Tour vybojovala na antukovém Livesport Prague Open 2024, kde byla ve 32 letech nejstarší členkou startovního pole. Ve čtvrtfinále i semifinále zvládla třísetová utkání s Bulharkou Viktorijí Tomovovou a Češkou Lindou Noskovou. Vyrovnaný třísetový souboj proti nejvýše nasazené Noskové rozhodla až ziskem závěrečného tiebreaku, v němž po 2 hodinách a 46 minutách proměnila sedmý mečbol. Češku předtím přehrála i na Italian Open 2023. Ve finále ztratila jen tři gamy s krajankou Magdalenou Fręchovou. Poprvé v otevřené éře, zahájené v roce 1968, se ve finále nejvyššího profesionálního okruhu utkaly dvě Polky. Do sezóny 2024 přitom vstoupila s horší formou, když na žádném z prvních devíti turnajů nevyhrála více než jeden zápas a na Australian Open, French Open ani ve Wimbledonu nezládla úvodní duel.

## Finále na okruhu WTA Tour
| Legenda                                      |
| -------------------------------------------- |
| D – dvouhra; Č – čtyřhra                     |
| Grand Slam (0)                               |
| Turnaj mistryň (0)                           |
| Premier Mandatory & Premier 5 / WTA 1000 (0) |
| Premier / WTA 500 (2–0 Č)                    |
| International / WTA 250 (3–5 D; 0–3 Č)       |

### Dvouhra: 8 (3–5)
| Stav       | č. | datum             | turnaj                         | kategorie     | povrch     | soupeřka ve finále  | výsledek      |
| ---------- | -- | ----------------- | ------------------------------ | ------------- | ---------- | ------------------- | ------------- |
| Finalistka | 1. | 19. září 2015     | Tokio, Japonsko                | International | tvrdý      | Yanina Wickmayerová | 6–4, 3–6, 3–6 |
| Vítězka    | 1. | 25. srpna 2019    | Bronx, New York, Spojené státy | International | tvrdý      | Camila Giorgiová    | 5–7, 7–5, 6–4 |
| Finalistka | 2. | 22. září 2019     | Soul, Jižní Korea              | International | tvrdý      | Karolína Muchová    | 1–6, 1–6      |
| Vítězka    | 2. | 16. února 2020    | Chua Chin, Thajsko             | International | tvrdý      | Leonie Küngová      | 6–3, 6–2      |
| Finalistka | 3. | 18. září 2022     | Čennaí, Indie                  | WTA 250       | tvrdý      | Linda Fruhvirtová   | 6–4, 3–6, 4–6 |
| Finalistka | 4. | 23. září 2023     | Kanton, Čína                   | WTA 250       | tvrdý      | Wang Si-jü          | 0–6, 2–6      |
| Finalistka | 5. | 21. dubna 2024    | Rouen, Francie                 | WTA 250       | antuka (h) | Sloane Stephensová  | 1–6, 6–2, 2–6 |
| Vítězka    | 3. | 26. července 2024 | Praha, Česko                   | WTA 250       | antuka     | Magdalena Fręchová  | 6–2, 6–1      |

### Čtyřhra: 5 (2–3)
| Stav       | č. | datum           | turnaj                         | kategorie     | povrch     | spoluhráčka             | soupeřky ve finále                     | výsledek              |
| ---------- | -- | --------------- | ------------------------------ | ------------- | ---------- | ----------------------- | -------------------------------------- | --------------------- |
| Finalistka | 1. | 20. září 2014   | Kanton, Čína                   | International | tvrdý      | Alizé Cornetová         | Čuang Ťia-žung Liang Čchen             | 6–2, 6–7(3–7), [7–10] |
| Finalistka | 2. | 16. října 2016  | Tchien-ťin, Čína               | International | tvrdý      | Sü I-fan                | Christina McHaleová Pcheng Šuaj        | 6–7(8–10), 0–6        |
| Finalistka | 3. | 15. dubna 2017  | Bogotá, Kolumbie               | International | antuka     | Verónica Cepede Roygová | Beatriz Haddad Maiová Nadia Podoroská  | 3–6, 6–7(4–7)         |
| Vítězka    | 1. | 10. dubna 2022  | Charleston, Spojené státy      | WTA 500       | antuka (z) | Andreja Klepačová       | Lucie Hradecká Sania Mirzaová          | 6–2, 4–6, [10–7]      |
| Vítězka    | 2. | 25. června 2022 | Eastbourne, Spojené království | WTA 500       | tráva      | Aleksandra Krunićová    | Ljudmyla Kičenoková Jeļena Ostapenková | bez boje              |

## Finále série WTA 125

### Dvouhra: 3 (1–2)
| Legenda       |
| ------------- |
| WTA 125 (1–2) |

| Stav       | č. | datum           | turnaj          | povrch | soupeřka ve finále       | výsledek           |
| ---------- | -- | --------------- | --------------- | ------ | ------------------------ | ------------------ |
| Vítězka    | 1. | 27. října 2014  | Ning-po, Čína   | tvrdý  | Wang Čchiang             | 3–6, 7–5, 6–1      |
| Finalistka | 1. | 10. června 2018 | Bol, Chorvatsko | antuka | Tamara Zidanšeková       | 1–6, 3–6           |
| Finalistka | 2. | 29. října 2022  | Tampico, Mexiko | tvrdý  | Elisabetta Cocciarettová | 6–7(5–7), 6–4, 1–6 |

## Tituly na okruhu ITF
| Dotace turnajů okruhu ITF | Dotace turnajů okruhu ITF |
| ------------------------- | ------------------------- |
| 100 000 $ tournaments     | 80 000 $ tournaments      |
| 75 000 $ tournaments      | 60 000 $ tournaments      |
| 50 000 $ tournaments      | 25 000 $ tournaments      |
| 15 000 $ tournaments      | 10 000 $ tournaments      |

### Dvouhra (11)
| č.  | datum            | turnaj                         | povrch | poražená finalistka        | výsledek           |
| --- | ---------------- | ------------------------------ | ------ | -------------------------- | ------------------ |
| 1.  | 7. června 2010   | Štětín, Polsko                 | antuka | Margit Rüütelová           | 6–2, 6–0           |
| 2.  | 2. srpna 2010    | Hechingen, Německo             | antuka | Sílvia Solerová Espinosová | 7–5, 3–6, 6–2      |
| 3.  | 9. srpna 2010    | Versmold, Německo              | antuka | Irina-Camelia Beguová      | 6–2, 7–5           |
| 4.  | 6. září 2010     | Katovice, Polsko               | antuka | Eva Birnerová              | 3–6, 6–2, 6–2      |
| 5.  | 24. září 2012    | Praha, Česko                   | antuka | Zuzana Luknárová           | 6–2, 7–6(9–7)      |
| 6.  | 2. prosince 2013 | Puné, Indie                    | tvrdý  | Kamila Kerimbajevová       | 7–5, 7–6(7–5)      |
| 7.  | 13. října 2014   | Kojang, Jižní Korea            | tvrdý  | Renata Voráčová            | 6–3, 3–6, 6–3      |
| 8.  | 2. února 2015    | Grenoble, Francie              | tvrdý  | Tereza Martincová          | 7–6(7–2), 4–6, 6–1 |
| 9.  | 16. února 2015   | Nové Dillí, Indie              | tvrdý  | Tadeja Majeričová          | 6–1, 6–1           |
| 10. | 8. května 2016   | Cagnes-sur-Mer, Francie        | antuka | Carina Witthöftová         | 6–3, 7–5           |
| 11. | 16. června 2019  | Manchester, Spojené království | tráva  | Zarina Dijasová            | 7–6(7–1), 2–6, 6–3 |

### Čtyřhra (8)
| č. | datum             | turnaj                              | povrch | spoluhráčka          | poražené finalistky                    | výsledek         |
| -- | ----------------- | ----------------------------------- | ------ | -------------------- | -------------------------------------- | ---------------- |
| 1. | 25. června 2012   | Ystad, Švédsko                      | antuka | Katarzyna Piterová   | Oxana Kalašnikovová Lenka Wienerová    | 6–3, 6–3         |
| 2. | 15. října 2012    | Limoges, Francie                    | tvrdý  | Sandra Zaniewská     | Irena Pavlovicová Stefanie Vögeleová   | 6–1, 5–7, [10–5] |
| 3. | 5. listopadu 2012 | Equeurdreville, Francie             | tvrdý  | Katarzyna Piterová   | Amra Sadikovićová Ana Vrljićová        | 6–4, 7–6(7–4)    |
| 4. | 17. prosince 2012 | Ankara, Turecko                     | tvrdý  | Katarzyna Piterová   | Iryna Burjačoková Valerija Solovjovová | 6–2, 6–2         |
| 5. | 6. května 2013    | Johannesburg, Jihoafrická republika | tvrdý  | Chanel Simmondsová   | Samantha Murrayová Jade Windleyová     | 6–1, 6–3         |
| 6. | 27. května 2013   | Maribor, Slovinsko                  | antuka | Paula Kaniová        | Mailen Aurouxová María Irigoyenová     | 6–3, 6–0         |
| 7. | 1. července 2013  | Toruň, Polsko                       | antuka | Paula Kaniová        | Julia Bejgelzimerová Elena Bogdanová   | 6–2, 4–6, [10–5] |
| 8. | 14. října 2013    | Limoges, Francie                    | tvrdý  | Viktorija Golubicová | Nicole Clericová Nikola Fraňková       | 6–4, 6–4         |